# Tarnopol
Tarnopol (ukr. Тернопіль, Ternopil; ros. Тернополь, Ternopol; niem. Tarnopol; jid. טערנאָפּיל, Ternopil) – miasto na Ukrainie, nad Seretem, siedziba administracyjna obwodu tarnopolskiego, rejonu tarnopolskiego i hromadzie Tarnopol. W 2022 roku liczyło 225 004 mieszkańców.
Tarnopol jest znaczącym ośrodkiem kulturalnym (muzeum, teatry), oświatowym (szkoły wyższe), przemysłowym (zakłady produkcji poligraficznej, przemysłu mięsnego, bawełnianego, chemicznego, meblarskiego i ceramicznego), targowym, a także ważnym węzłem komunikacyjnym z obecnie nie działającym portem lotniczym.
Prywatne miasto szlacheckie lokowane w 1540 roku położone było w XVI wieku w województwie ruskim.

## Przynależność
Tarnopol został założony w 1540 roku w województwie ruskim Korony Królestwa Polskiego i do czasu I rozbioru Rzeczypospolitej (1772) pozostawał w granicach Korony Polskiej, po czym został wcielony do monarchii Habsburgów. Po pokoju w Schönbrunnie w latach 1809–1815 w granicach Imperium Rosyjskiego, następnie w Cesarstwie Austrii, na terytorium kraju koronnego Galicji, do upadku Austro-Węgier (1918). Od 1 listopada 1918 do lipca 1919 roku pod administracją Zachodnioukraińskiej Republiki Ludowej. Od lipca 1919 do 1 sierpnia 1920 roku – pod administracją tymczasową Polski, zatwierdzoną przez paryską konferencję pokojową 25 czerwca 1919 roku. Od 1 sierpnia 1920 roku Tarnopol był „stolicą” marionetkowej Galicyjskiej Socjalistycznej Republiki Rad. Od 15 września 1920 do 14 marca 1923 roku – ponownie pod administracją tymczasową II Rzeczypospolitej. Suwerenność Polski na terytorium Galicji Wschodniej Rada Ambasadorów uznała 15 marca 1923 roku.
Od 15 marca 1923 roku do 16 sierpnia 1945 roku w granicach Polski (miasto wojewódzkie województwa tarnopolskiego i siedziba powiatu). Po agresji ZSRR na Polskę 17 września 1939 roku okupowany przez Armię Czerwoną (do czerwca 1941 roku) i anektowany przez ZSRR. Po ataku III Rzeszy na ZSRR od czerwca 1941 do 1944 roku pod okupacją III Rzeszy (od 1 sierpnia 1941 roku w Generalnym Gubernatorstwie). W kwietniu 1944 roku ponownie okupowany przez Armię Czerwoną. Od 16 sierpnia 1945 do 1991 roku w granicach ZSRR na terytorium Ukraińskiej SRR. Od 1991 jest stolicą obwodu na Ukrainie.

## Historia
Na podstawie przywileju króla Zygmunta I Starego wydanego w 1540 roku hetman wielki koronny Jan Amor Tarnowski założył tu miasto i zbudował zamek. Jakub Bodzanowski został pierwszym dziedzicznym wójtem tarnopolskim. Zamek i miasto miały blokować przechodzący na północ od miasta owiany złą sławą Czarny Szlak, z którego korzystali Tatarzy podczas najazdów na ziemie Rzeczypospolitej. Już jesienią 1544 roku budowany jeszcze zamek został najechany przez Tatarów, którzy zostali odparci przez włościan i poczty Bernarda Pretwicza, Jana Herburta, braci Aleksandra i Prokopa Sieniawskich oraz przybyłemu z odsieczą Janowi Tarnowskiemu. W dniu 15 marca 1548 Jan Amor Tarnowski otrzymał przywilej dający mu prawo do budowy tamy na rzece Seret, w wyniku czego powstało Jezioro Tarnopolskie, które ograniczało dostęp do miasta i zamku od strony zachodniej. Jednocześnie w 1548 roku król Zygmunt I Stary nadał osadzie prawa miejskie. Od 1550 roku rozpoczęto otaczanie miasta wałami obronnymi. 1566 roku król Zygmunt August nadał miastu prawo składu polegający na nałożeniu na przejeżdżających przez miasto kupców obowiązku wystawienia na sprzedaż przewożonych towarów. Po Tarnowskich poprzez małżeństwo Zofii Tarnowskiej miasto stało się własnością Ostrogskich. W sierpniu 1589 znaczne siły tatarskie wkroczyły na Podole, zdobyły miasto i zamek, a następnie podzielili swoje siły, aby w oddzielnych czambułach niszczyć okoliczne ziemie. W 1600 roku potwierdzono istnienie w Tarnopolu murowanego kościoła katolickiego, istniejącego obok unickiej cerkwi św. Krzyża oraz cerkwi Narodzenia Chrystusa z 1608 r. W 1620 r. zamek i miasto stały się własnością Zamoyskich, ponieważ Tomasz Zamoyski, kanclerz wielki koronny, ożenił się z Katarzyną Ostrogską. W 1621 roku, po wielkim zwycięstwie sił Rzeczypospolitej Obojga Narodów nad Turkami w bitwie pod Chocimiem, w drodze do Lwowa zamek i miasto odwiedził ze swoją świtą książę Władysław IV Waza, a przyjmował go z honorami Tomasz Zamoyski. W sierpniu 1649 roku zamek i miasto zostało spalone przez Kozaków Zaporoskich w czasie powstania Chmielnickiego. Zamek obronił się w trakcie najazdu tatarskiego w 1667 roku. Udało się go zdobyć dopiero w 1675 roku wojskom tureckim dowodzonym przez Ibrahima Szyszmana Paszę, które następnie spaliły go podczas wycofywania się. W 2. połowie XVII wieku dla ludności żydowskiej powstała Stara Bożnica. Z inwentarza sporządzonego w 1690 roku, gdy właścicielem Tarnopola był Stanisław Koniecpolski, wynika, że w mieście było 420 domówi i 10 kamienic co pozwala szacować liczbę ludności w tym czasie na 2430 osób, w tym 400 Żydów. Miasto otaczał wał wzmocniony basztami Kuśnierską i Szewską oraz murowane od wschodu Brama Kamieniecka i od zachodu Brama Lwowska. W 1690 roku na mocy wyroku Trybunału Koronnego w Lublinie właścicielką miasta została Maria Kazimiera d’Arquien, królowa Polski.
W XVIII wieku Tarnopol był własnością Sobieskich, a następnie Józefa Potockiego, który w 1749 roku ufundował barokowy kościół Dominikanów.
Po I rozbiorze Rzeczypospolitej w 1772 roku miasto przeszło pod władzę Austrii wchodząc w skład Galicji. Na początku XIX wieku Tarnopol kupił Franciszek Korytowski. 27 maja 1809 roku, podczas wojny polsko-austriackiej i marszu spod Zamościa oraz po wejściu do Galicji, płk Piotr Strzyżewski ze swoim oddziałem ruszył na południe na Tarnopol i zdobył miasto bez walki. Nominował miejscowe władze cyrkułowe z prezesem Michałem Konopką i z wiceprezesem Zabilskim. Tu zgłosił się do Strzyżewskiego chorąży krzemieniecki Gabriel Stanisław Rzyszczewski wraz z 300 konnymi i z oddziałami kawalerii, oraz hr. Marcin Amor Tarnowski z 60 ludźmi, hr. Adam Potocki z 200 konnymi, Józef Dwernicki, hr. Dulski oraz Augustyn Trzecieski – każdy z setką ludzi. Organizacją piechoty miał w Tarnopolu zająć się Józef Marchocki, starano się formować batalion strzelców. W sumie oddział Strzyżewskiego liczył ok. 1200 ludzi, nie licząc formującej się piechoty. Do powstańczego miasta zdążały piesze i konne oddziały z cyrkułów stryjskiego i samborskiego, zorganizowane przez kpt. Terleckiego.
Mimo zwycięskich walk polskich powstańców pod dow. Piotra Strzyżewskiego, miasto zostało zajęte przez wojska rosyjskie, sprzymierzone formalnie w 1809 roku z Cesarstwem Francuskim, Tarnopol przeszedł na mocy traktatu w Schönbrunnie do 1815 roku we władanie Imperium Rosyjskiego. Na mocy postanowień kongresu wiedeńskiego powrócił do Cesarstwa Austriackiego.
W 1820 roku wygnani z Połocka jezuici, przenieśli tu swą akademię, która działała do 1883 r. Ostatnim jej rektorem był filozof, Marian Ignacy Morawski SJ.
W 1843 roku ostatni właściciel Tarnopola, Tadeusz Turkułł, zawarł kontrakt o sprzedaży miastu swoich praw do Tarnopola. Przyczyną rezygnacji z praw majątkowych z pewnością były zachodzące zmiany polityczne. Urząd dominialny właściciela miał też dług wobec państwa austriackiego w wysokości 100 000 guldenów. 12 grudnia 1844 r. cesarz Ferdynand I podniósł rangę miasta Tarnopol, nadając mu tytuł miasta królewskiego. Pozwolono mu w szczególności na posiadanie herbu „na niebieskiej tarczy, na której u góry jest pokazana srebrna gwiazda, a pod tym srebrny księżyc. Na górnej krawędzi tarczy jest umieszczona złota korona królewska. Obydwie krawędzi boczne i krawędź dolną otacza złota oprawa z ornamentem arabeskowym”.

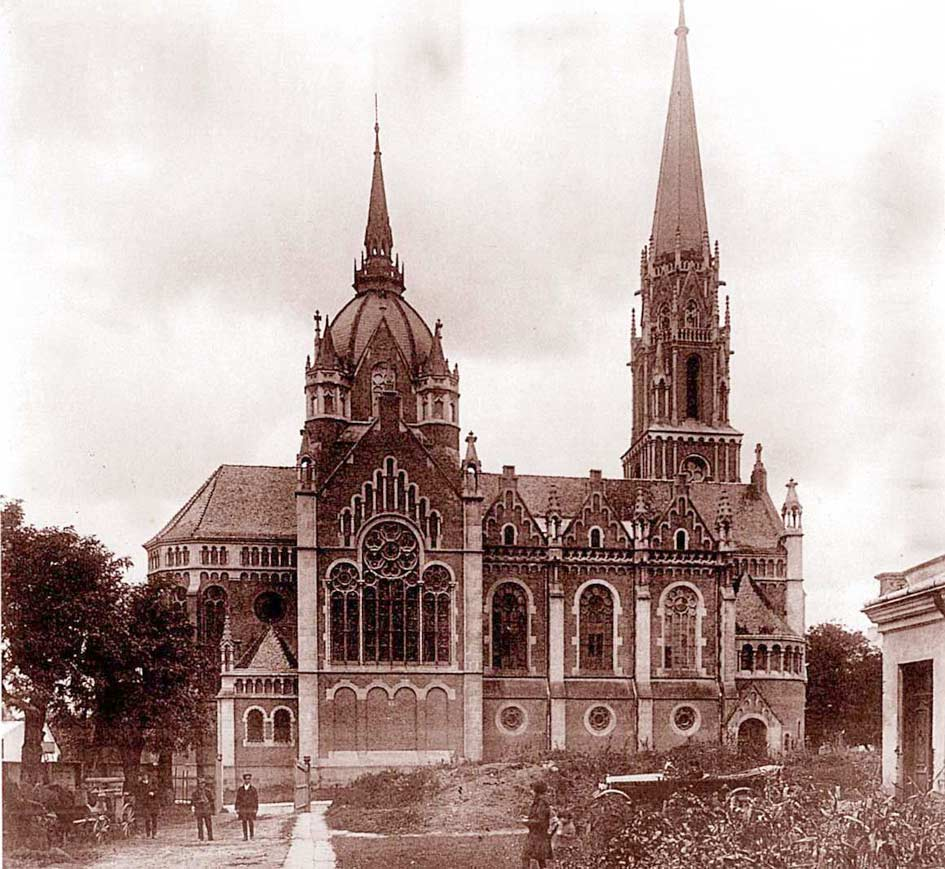
Kościół Parafialny w Tarnopolu (1908–1954)

Otwarcie linii kolejowej do Lwowa w 1870 roku, a rok później do granicy państwowej w Podwołoczyskach, stało się katalizatorem rozwoju miasta. W 1880 roku Tarnopol liczył już około 26 tys. mieszkańców, których połowę stanowiły osoby wyznania mojżeszowego. W 1885 roku uruchomiono linię kolejową do Brzeżan, a w 1906 roku do Zbaraża.
W 1887 roku odbyła się w mieście wystawa etnograficzna. W tym samym roku podłączono miasto do sieci telefonicznej. W 1890 roku Jan Pieprzak uruchomił pierwszą w mieście cukiernię. Pod koniec XIX w. karczma i gajówka na obszarze dworskim nosiły nazwę Zagrobela. W 1895 roku odsłonięto pomnik Adama Mickiewicza autorstwa Tomasza Dykasa. W latach 1900 i 1901 rozpoczęto wydawanie dwóch polskich gazet o tytułach Podolanin i Tygodnik Podolski, który następnie zmienił nazwę na Głos Polski. W 1901 roku oddano do użytku sieć elektryczną oraz rozpoczęto budowę systemu kanalizacyjnego. W latach 1903–1908, za probostwa późniejszego biskupa Bolesława Twardowskiego, powstał w mieście monumentalny kościół Matki Boskiej Nieustającej Pomocy, który pierwotnie miał stanąć na miejscu kościoła św. Elżbiety we Lwowie. W 1914 roku w mieście zorganizowano Muzeum Podolskie.
W czasie I wojny światowej okupowany w latach 1914–1917 przez armię rosyjską. Następnie w wyniku akcji ukraińskich działaczy niepodległościowych 1 listopada 1918 roku Tarnopol znalazł się pod administracją Zachodnioukraińskiej Republiki Ludowej. W lipcu 1919 r. miasto po walkach z Ukraińską Armią Halicką zostało zajęte przez Wojsko Polskie i przeszło pod tymczasową polską administrację cywilną, zgodnie z upoważnieniem paryskiej konferencji pokojowej z czerwca 1919 roku. W czasie wojny polsko-bolszewickiej krótkotrwale (lipiec–wrzesień 1920) okupowany przez Armię Czerwoną. Bolszewicy powołali w Tarnopolu rząd marionetkowej Galicyjskiej Republiki Rad (Galrewkom), analogiczny do Polrewkomu. Armia Czerwona została wyparta z Tarnopola we wrześniu, co zakończyło działalność Galrewkomu. Traktat ryski ustalił 18 marca 1921 roku granicę polsko-sowiecką na Zbruczu (na wschód od miasta). 15 marca 1923 roku Rada Ambasadorów uznała suwerenność Polski nad Galicją Wschodnią, w tym nad Tarnopolem. 21 marca 1921 r. do Tarnopola przyjechał Naczelnik Józef Piłsudski i członkowie Francuskiej i Włoskiej Misji Wojskowej.

Herb Tarnopola w okresie II Rzeczypospolitej

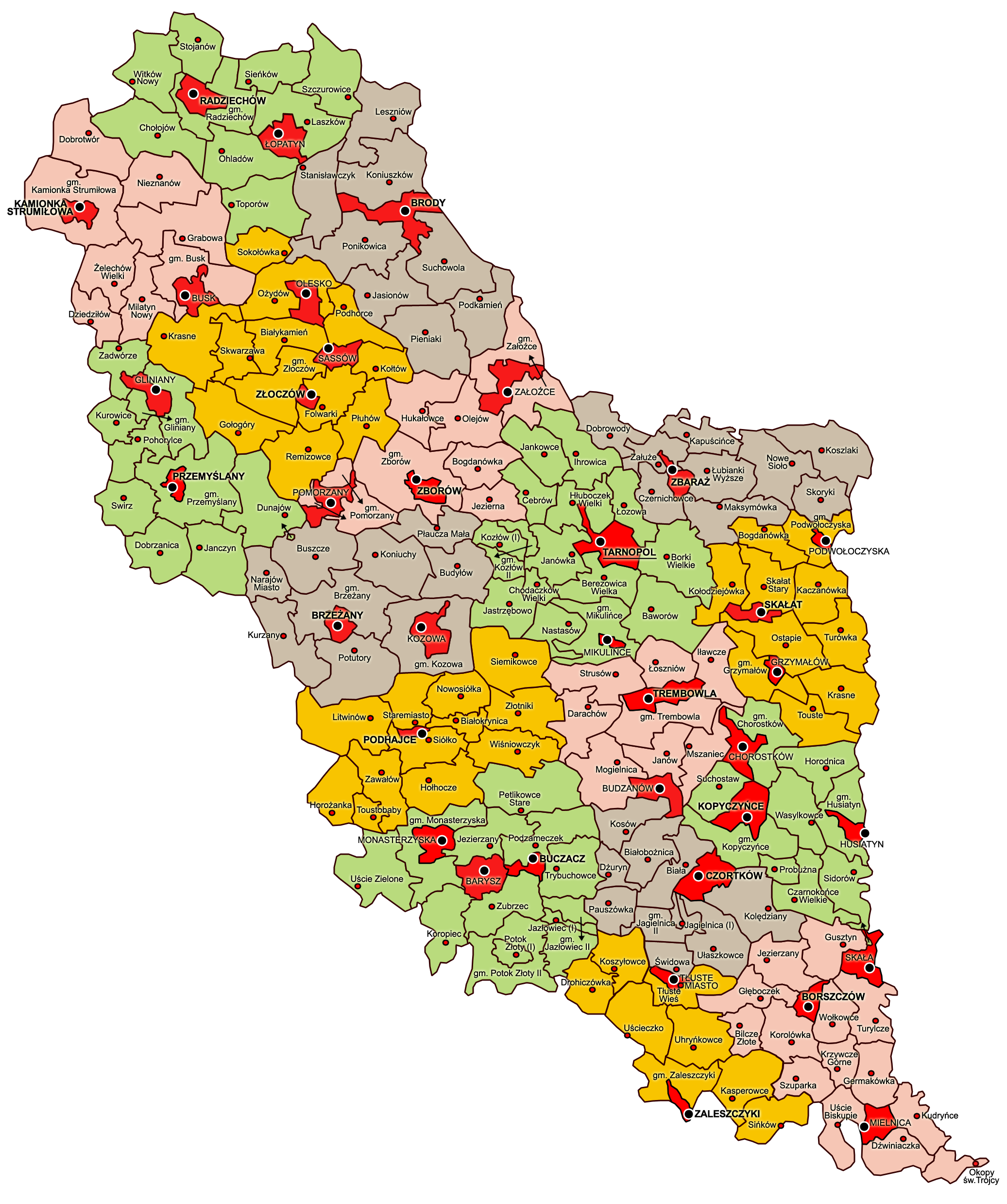
Położenie na mapie województwa tarnopolskiego do roku 1939

Od 23 grudnia 1920 do 16 sierpnia 1945 roku stolica województwa tarnopolskiego II Rzeczypospolitej i siedziba powiatu. W 1939 roku liczył ponad 35 tys. mieszkańców. W mieście funkcjonowały trzy państwowe gimnazja męskie, jedno żeńskie oraz seminarium nauczycielskie. Działały dwa teatry (polski i żydowski) oraz Muzeum Podolskie, Towarzystwo Szkoły Ludowej, Podolskie Towarzystwo Przyjaciół Nauk oraz klub sportowy „Kresy Tarnopol”, posiadający pierwszoligową drużynę piłkarską. W Tarnopolu znajdował się też garnizon wojskowy, w tym dowództwo 12 Kresowej Dywizji Piechoty oraz 54 Pułk Piechoty Strzelców Kresowych.
W 1923 r. odbudowano pomnik Adama Mickiewicza, wzniesiony w 1895 r., a zburzony przez Ukraińców w 1917 r. W 1935 roku odsłonięto pomnik Józefa Piłsudskiego dłuta Apolinarego Głowińskiego. Był on pierwszym w Polsce pomnikiem Marszałka o tak dużych rozmiarach. Wiosną 1939 miasto Tarnopol zostało odznaczone Krzyżem Małopolskich Oddziałów Armii Ochotniczej.
1 stycznia 1926 do Tarnopola włączono gminę Zagrobela. W lecie 1931 roku w Tarnopolu odbyła się Wojewódzka Wystawa Rolnicza i Regionalna. 
W 1939 r. sformowano w Tarnopolu dodatkowe jednostki Wojska Polskiego, w tym 12 Batalion Saperów oraz Batalion ON „Tarnopol”, wchodzący w skład Tarnopolskiej Półbrygady Obrony Narodowej. W czasie kampanii wrześniowej stacjonowała tu 16 eskadra towarzysząca. 17 września 1939 roku, w pierwszym dniu agresji ZSRR na Polskę Tarnopol został zajęty przez Armię Czerwoną. Do niewoli trafiło tu kilka tysięcy polskich oficerów i żołnierzy. NKWD aresztowano też wielu urzędników, w tym prezydenta miasta Stanisława Widackiego, zamordowanego później w Katyniu, oraz komendanta policji Wiktora Gorczyńskiego, którego zamordowano w Twerze.
Sowieckie władze okupacyjne po przeprowadzeniu pseudowyborów dokonały w październiku 1939 roku formalnej aneksji okupowanych terenów II Rzeczypospolitej. Konsekwencją aneksji było narzucenie mieszkańcom terenów okupowanych obywatelstwa ZSRR i rozpoczęcie procesu sowietyzacji terenów okupowanych i systematycznych represji policyjnych NKWD. Powyższe akty prawne, sprzeczne z Konwencją haską IV (1907) były nieważne w świetle prawa międzynarodowego i nie były uznawane zarówno przez Rząd RP na uchodźstwie, jak i państwa sojusznicze wobec Polski, a także państwa trzecie (neutralne) przez cały czas trwania II wojny światowej. Sowieci wprowadzili terror polityczny, dokonywali masowych aresztowań przedstawicieli polskich i ukraińskich elit politycznych, masowych wywózek i grabieży majątku. Planowo niszczyli naukę i kulturę polską, a przedstawicieli inteligencji, Kościoła, wojska, działaczy społecznych i politycznych zsyłali do obozów koncentracyjnych Gułagu lub mordowali.
Tuż przed zajęciem Tarnopola przez Niemców, NKWD wyprowadziło z tamtejszego więzienia kolumnę ponad tysiąca więźniów. Było wśród nich wielu przedstawicieli polskiej inteligencji, aresztowanych już po 22 czerwca. Według świadectwa polskiego, nie wytrzymujących tempa marszu mordowano. Mordy rozpoczęły się już na ulicach Tarnopola. Pozostałych więźniów, głównie Ukraińców, NKWD zamordowało. Wśród ofiar byli także niemieccy jeńcy wojenni. Ciała wrzucono do piwnic i do wykopu na podwórzu więziennym. Według niemieckiego meldunku wojskowego, zginąć miało ponad dwustu więźniów i dziesięciu niemieckich jeńców wojennych. Świadkowie polscy szacowali liczbę ofiar na mniej więcej tysiąc, a prasa polska w Wielkiej Brytanii wspominała za prasą niemiecką o kilkuset.
Po ataku III Rzeszy na ZSRR Tarnopol został 2 lipca 1941 roku zajęty przez wojska niemieckie. Dwa dni później w mieście z inspiracji niemieckiej wybuchł trwający tydzień pogrom Żydów.
Tarnopol był w latach 1941–1944 siedzibą powiatu w Dystrykcie Galicja Generalnego Gubernatorstwa. Podczas tej okupacji Niemcy dokonali eksterminacji zamieszkującej Tarnopol ludności żydowskiej, która w 1931 stanowiła 39,27% mieszkańców miasta.
10 marca 1944 r. Adolf Hitler ogłosił Tarnopol, nie posiadający odpowiednich umocnień i zapasów, „twierdzą”. Wkrótce, w dniu 23 marca, Armia Czerwona okrążyła Tarnopol, a 24 marca spróbowała po raz pierwszy zdobyć miasto. W mieście broniło się 4,5 tys żołnierzy niemieckich i ukraińskich z Waffen SS-Galizien. W dniu 15 kwietnia, po wielu szturmach i nalotach, Armia Czerwona zniszczyła tutejszy garnizon niemiecki i zdobyła miasto. Nastąpiła ponowna sowiecka okupacja miasta. Wskutek intensywnych walk Tarnopol, w przeciwieństwie do Lwowa i innych większych miast Małopolski Wschodniej, doznał bardzo dużych zniszczeń. Jednocześnie miasto mocno się wyludniło. Dla porównania, Tarnopol w 1939 r. liczył 40 tysięcy mieszkańców, a w 1944 r., po ustaniu walk zaledwie 12 tysięcy. Po wojnie miasto nigdy odzyskało swojej dawnej świetności, gdyż odbudowano tylko najważniejsze zabytki i budynki mieszkalne (w tym niektóre kamienice). Ponadto w 1954 roku z rozkazu władz sowieckich zburzono w mieście, opuszczony i niszczejący od 1945 roku kościół Matki Boskiej Nieustającej Pomocy, który był jedną z najbardziej okazałych budowli przedwojennego Tarnopola.
Po konferencji jałtańskiej (4–11 lutego 1945), wyłoniony w konsekwencji jej ustaleń Tymczasowy Rząd Jedności Narodowej podpisał 16 sierpnia 1945 roku umowę z ZSRR, uznając nieco zmodyfikowaną linię Curzona za wschodnią granicę Polski, w oparciu o porozumienie o granicy zawarte pomiędzy PKWN i rządem ZSRR 27 lipca 1944 roku. W konsekwencji umowy Tarnopol został włączony do ZSRR jako część USRR, a jego polską ludność wysiedlona na podstawie tzw. układów republikańskich podpisanych 9 września 1944 roku pomiędzy PKWN a Ukraińską SRR, głównie na Ziemie Odzyskane.
W 1994 roku reaktywowano w Tarnopolu Polskie Towarzystwo Gimnastyczne „Sokół”. Przed II wojną światową ze składek członków wybudowano w Tarnopolu siedzibę dla Towarzystwa, która po 1945 roku nie została zwrócona Polakom. Współcześnie w dawnym gmachu „Sokoła” mieści się kino im. Iwana Franki. Tarnopolski „Sokół” zrzesza obecnie (2012 rok) 110 uczestników.
W 2008 r. konsekrowano w Tarnopolu nowy kościół rzymskokatolicki pw. Bożego Miłosierdzia i NMPanny Nieustającej Pomocy.

Rozwój przestrzenny miasta Tarnopola w okresie galicyjskim 1787–1887
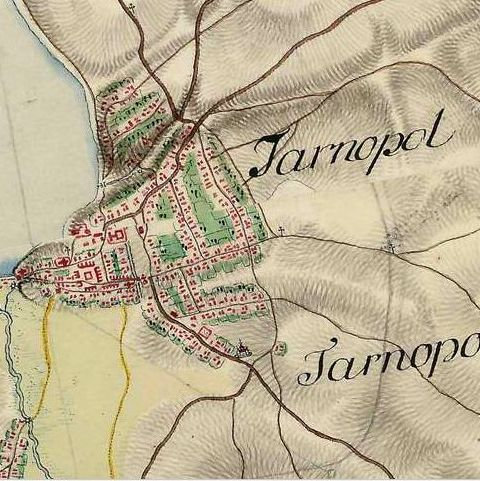
Tarnopol, fragment pierwszego wojskowego zdjęcia topograficznego Galicji z okresu „józefińskiego” tzw. mapa von Miega (1769–1787)
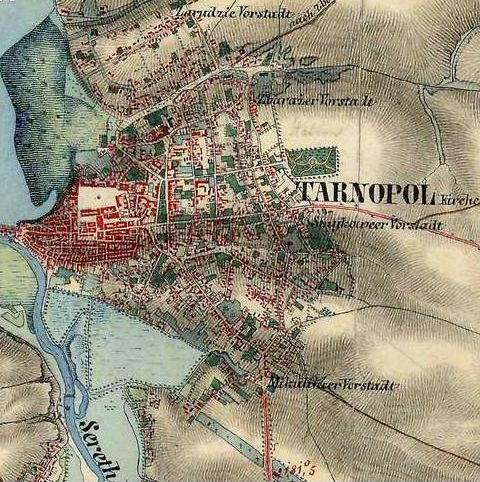
Drugie wojskowe zdjęcie topograficzne Galicji z okresu józefińskiego i franciszkańskiego 1809–1869
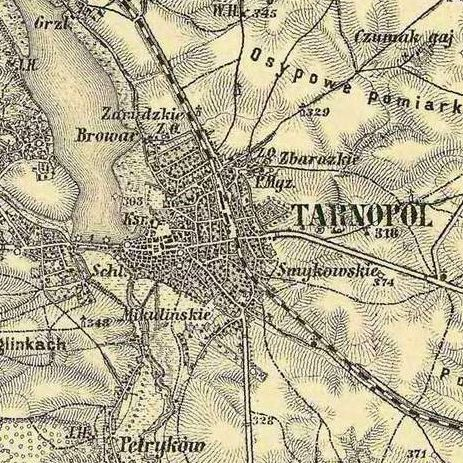
Tarnopol w roku 1887, trzecie wojskowe zdjęcie topograficzne Galicji

## Zabytki
- Zamek[37]
- Katedra pw. Niepokalanego Poczęcia Najświętszej Maryi Panny (dawny kościół oo. dominikanów)
- Kaplica rzymskokatolicka na cmentarzu Mikulinieckim
- Cerkiew Podwyższenia Krzyża Świętego w Tarnopolu
- Cerkiew Narodzenia Pańskiego w Tarnopolu
- Zegar w Tarnopolu (odnowiony)

### Zniszczone
- Cerkiew Zaśnięcia Bogurodzicy w Tarnopolu
- Kościół Jezuitów w Tarnopolu
- Kościół Matki Boskiej Nieustającej Pomocy w Tarnopolu (1908–1954, parafialny)
- Ratusz w Tarnopolu
- Stara synagoga w Tarnopolu – obronna murowana synagoga wybudowana została w XVII w.. Gotycko-renesansowa synagoga, która przypominała bożnicę w Husiatynie miała renesansową attykę[38]. Fundatorami synagogi byli Jan Sobiepan Zamoyski i Maria Kazimiera d’Arquien. Świątynia została spalona podczas niemieckiej okupacji Tarnopola. Resztki obiektu zniszczyło bombardowanie Tarnopola w kwietniu 1944 r. Pozostałości budowli rozebrano podczas powojennej odbudowy miasta[39].
- Pomnik Józefa Piłsudskiego w Tarnopolu

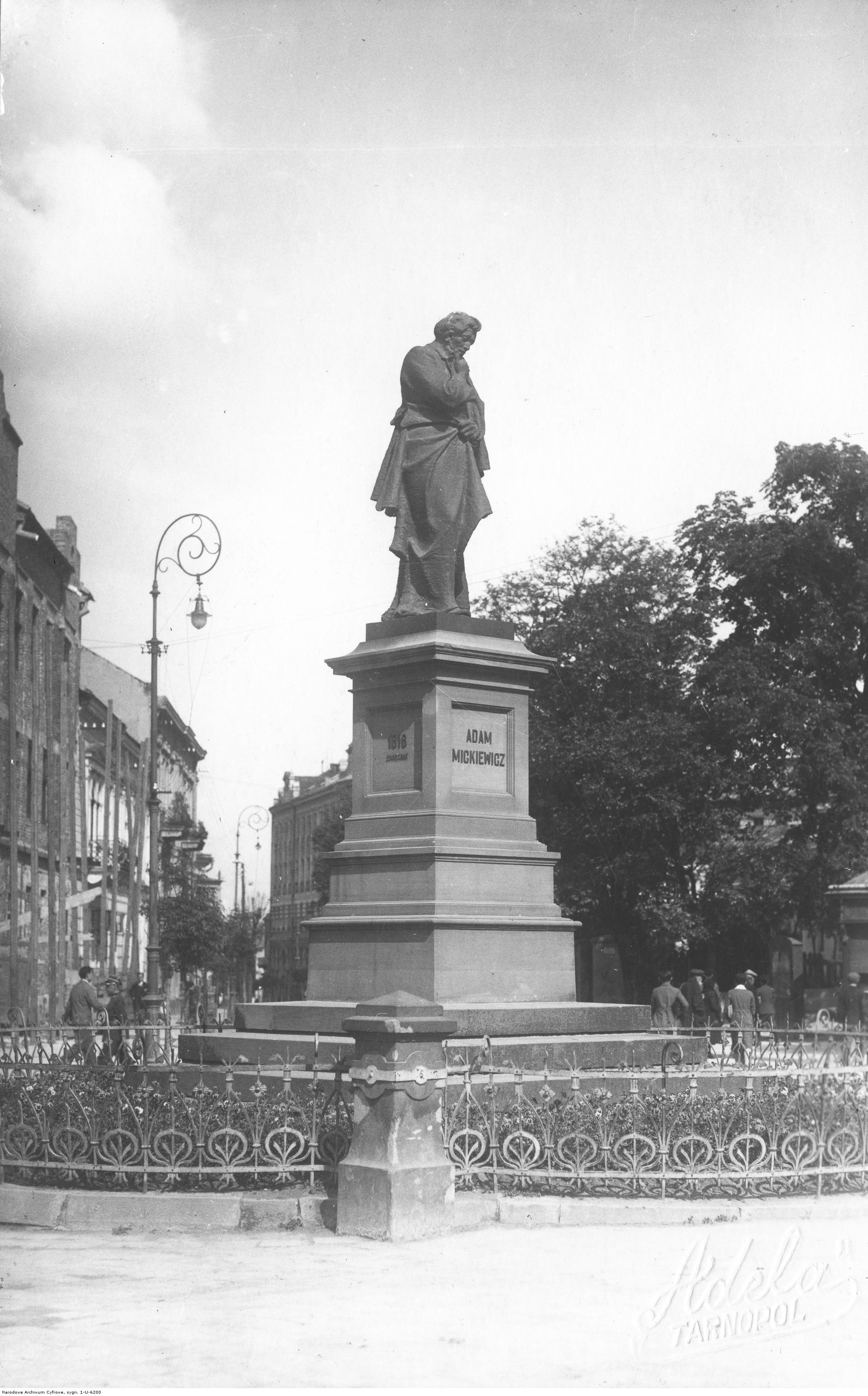
Pomnik A. Mickiewicza autorstwa Tomasza Dykasa
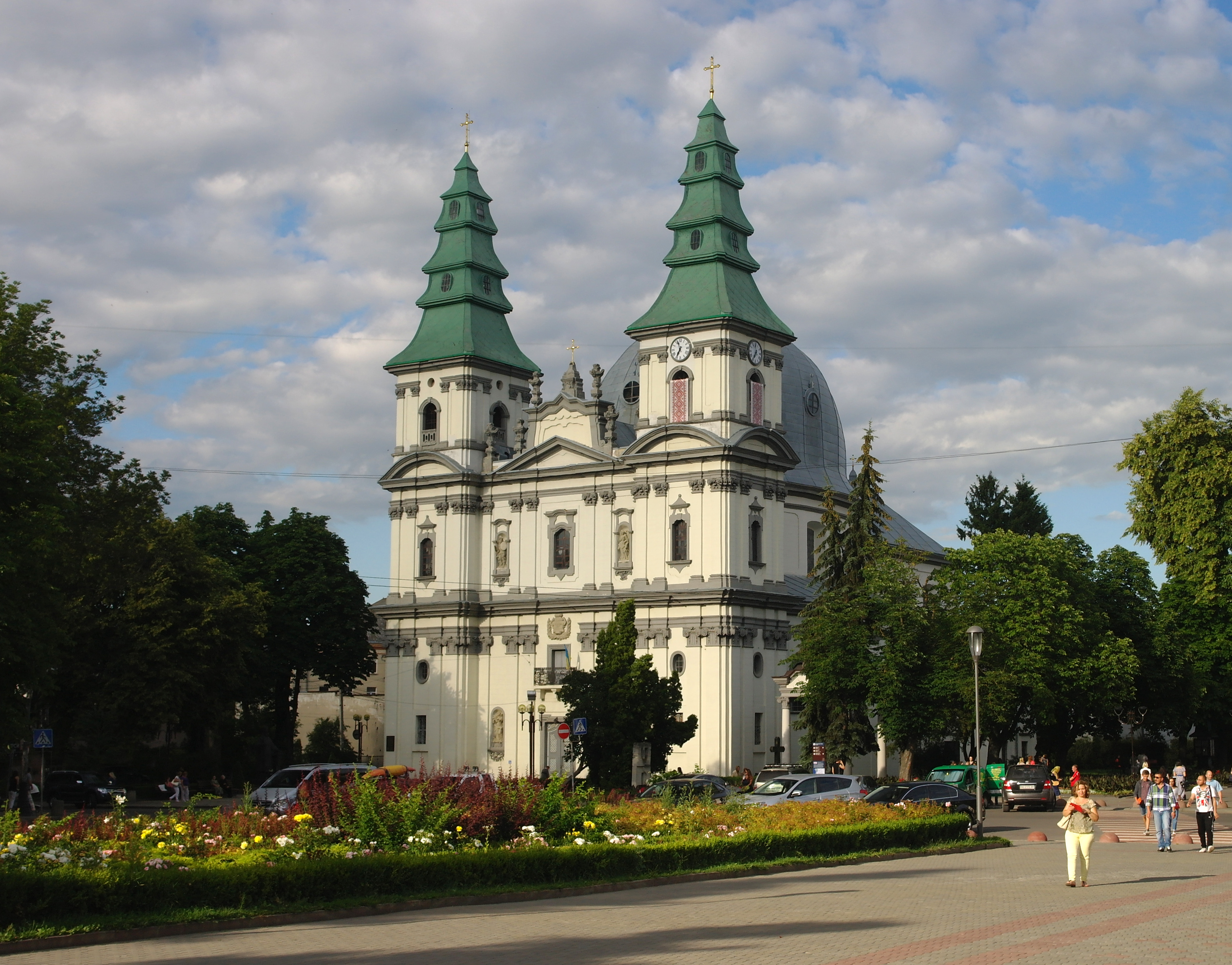
Były kościół Dominikanów, obecnie katedra greckokatolicka
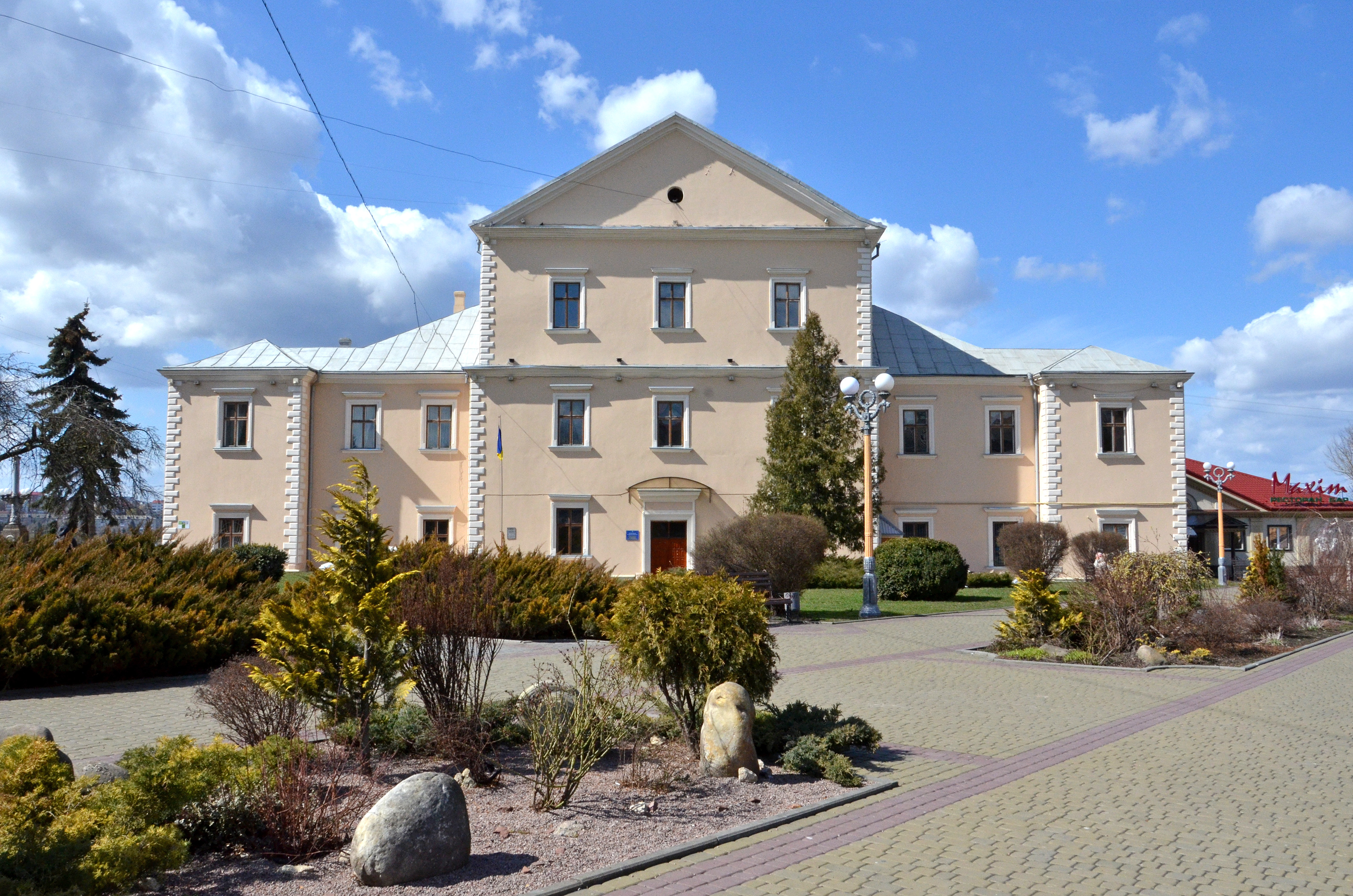
Zamek w Tarnopolu
Zamek w połowie XIX wieku, rys. Napoleon Orda
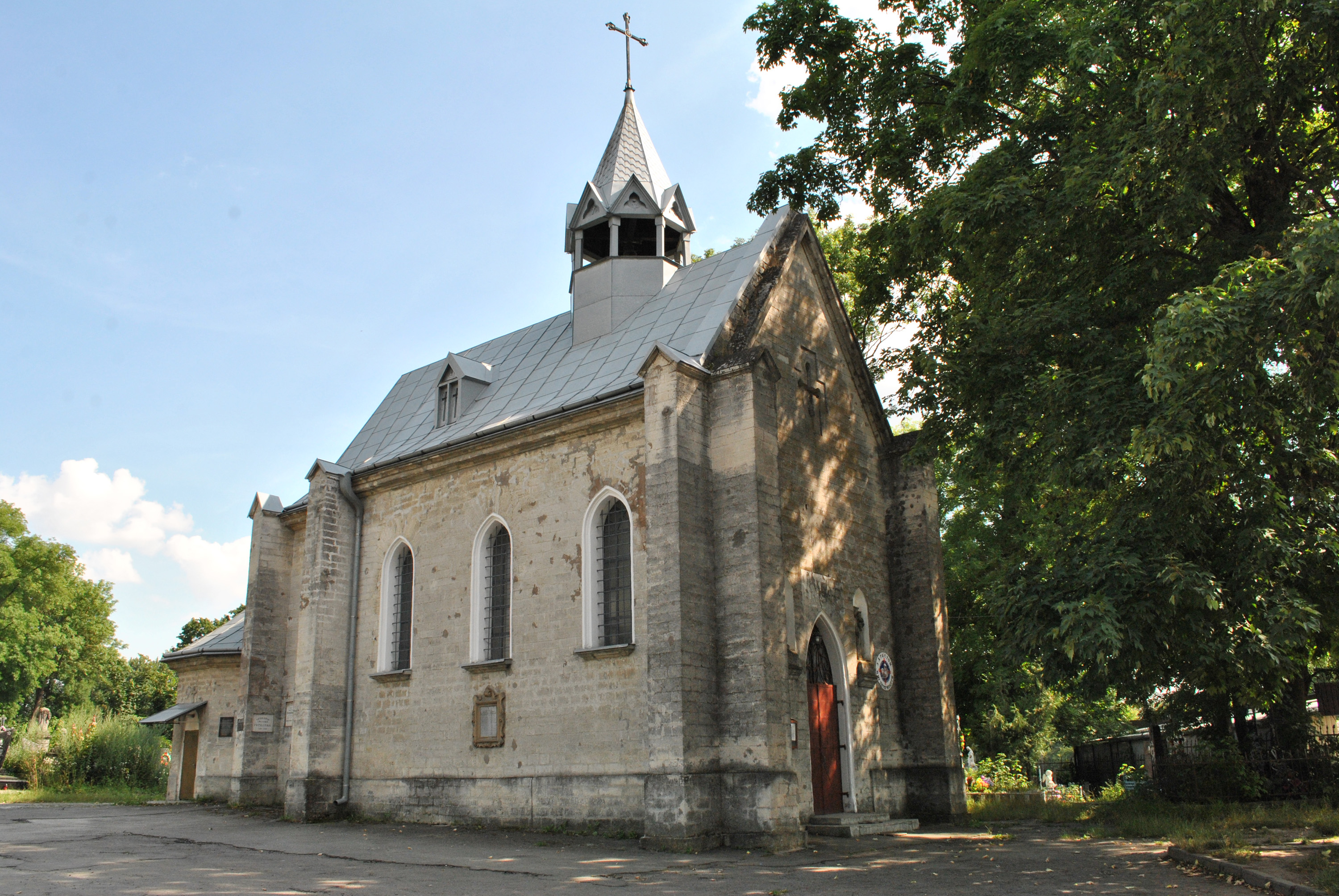
Kaplica rzymskokatolicka na Cmentarzu Mikulinieckim
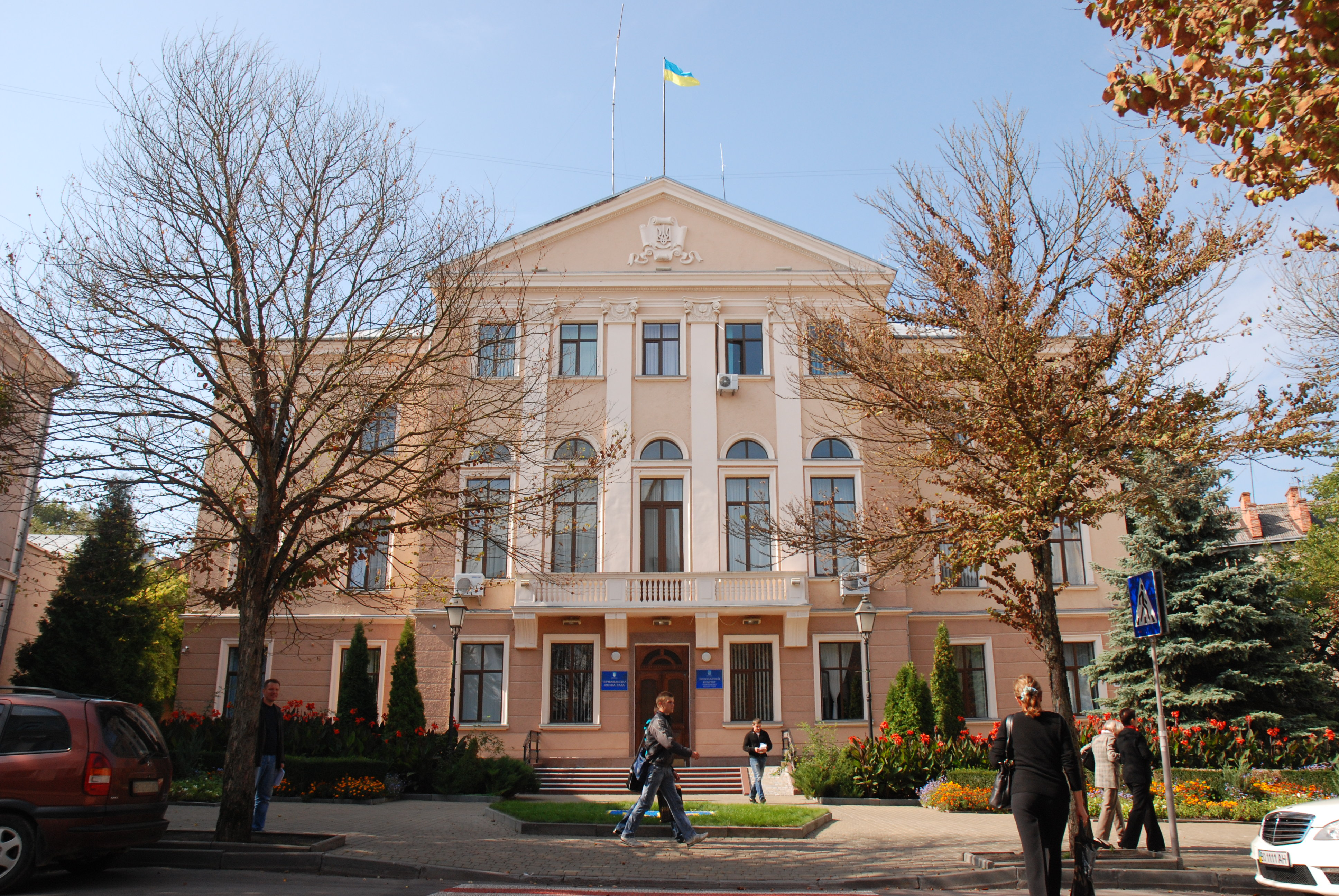
Obecny ratusz
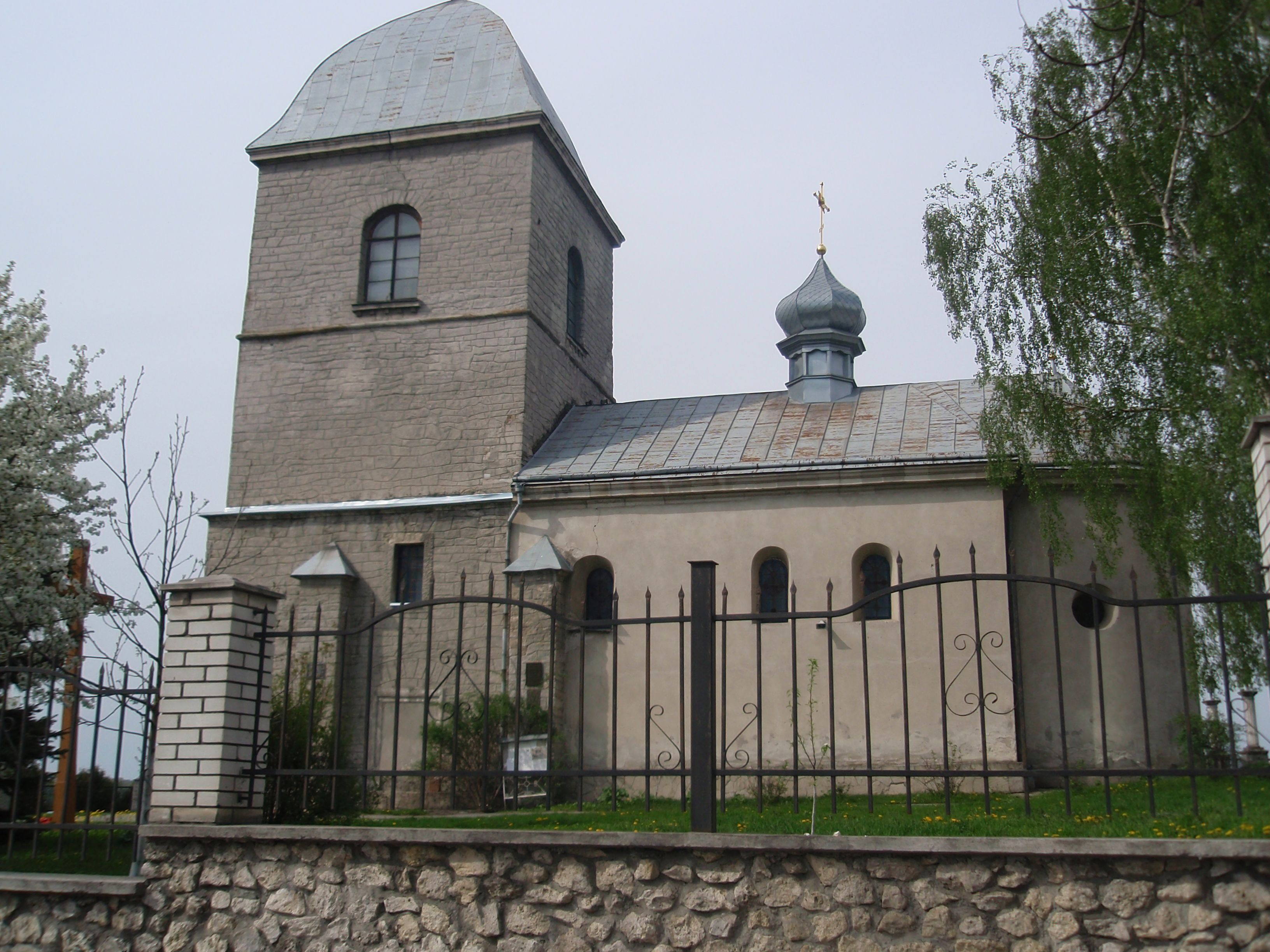
Cerkiew Podwyższenia Krzyża Świętego
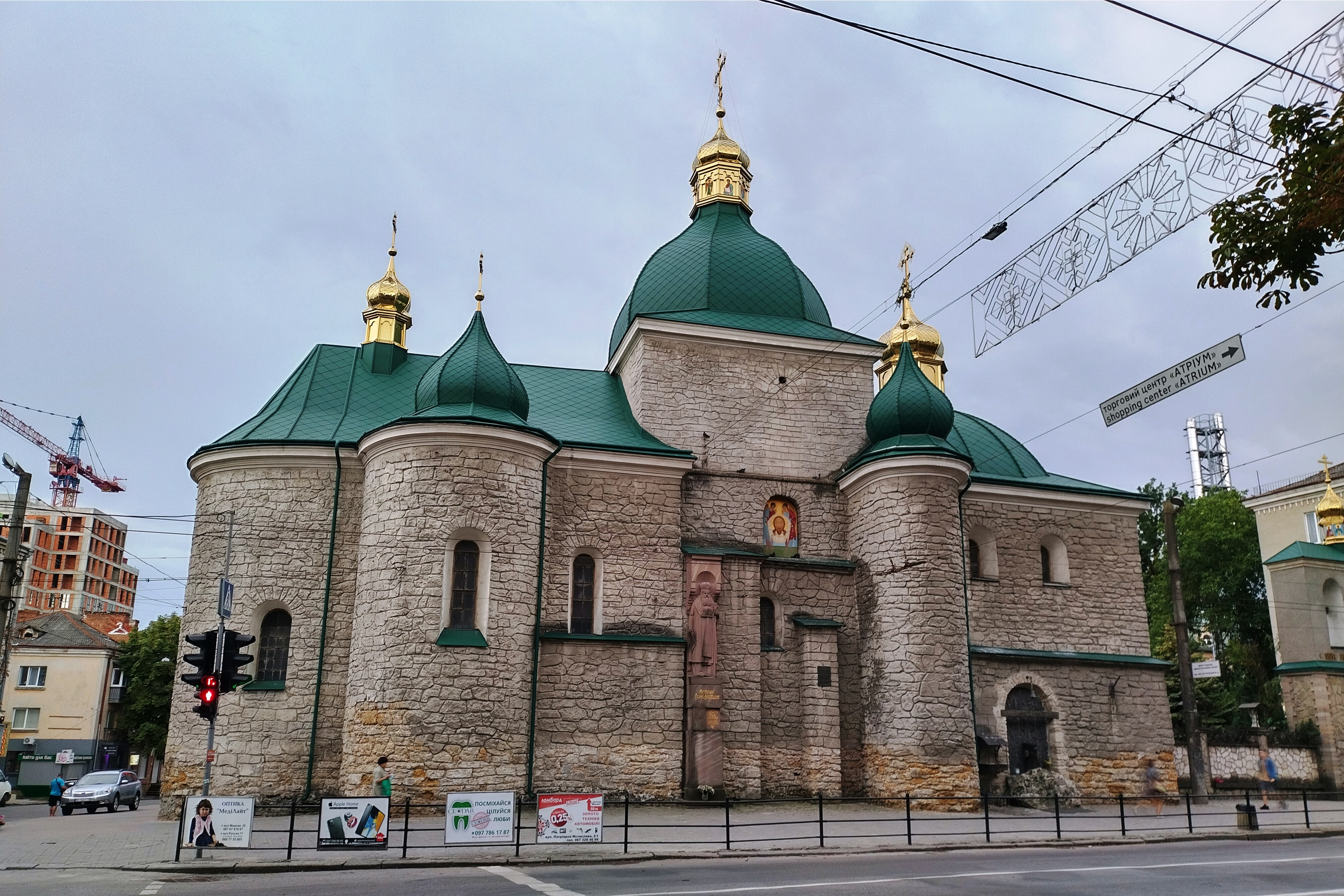
Cerkiew Narodzenia Pańskiego
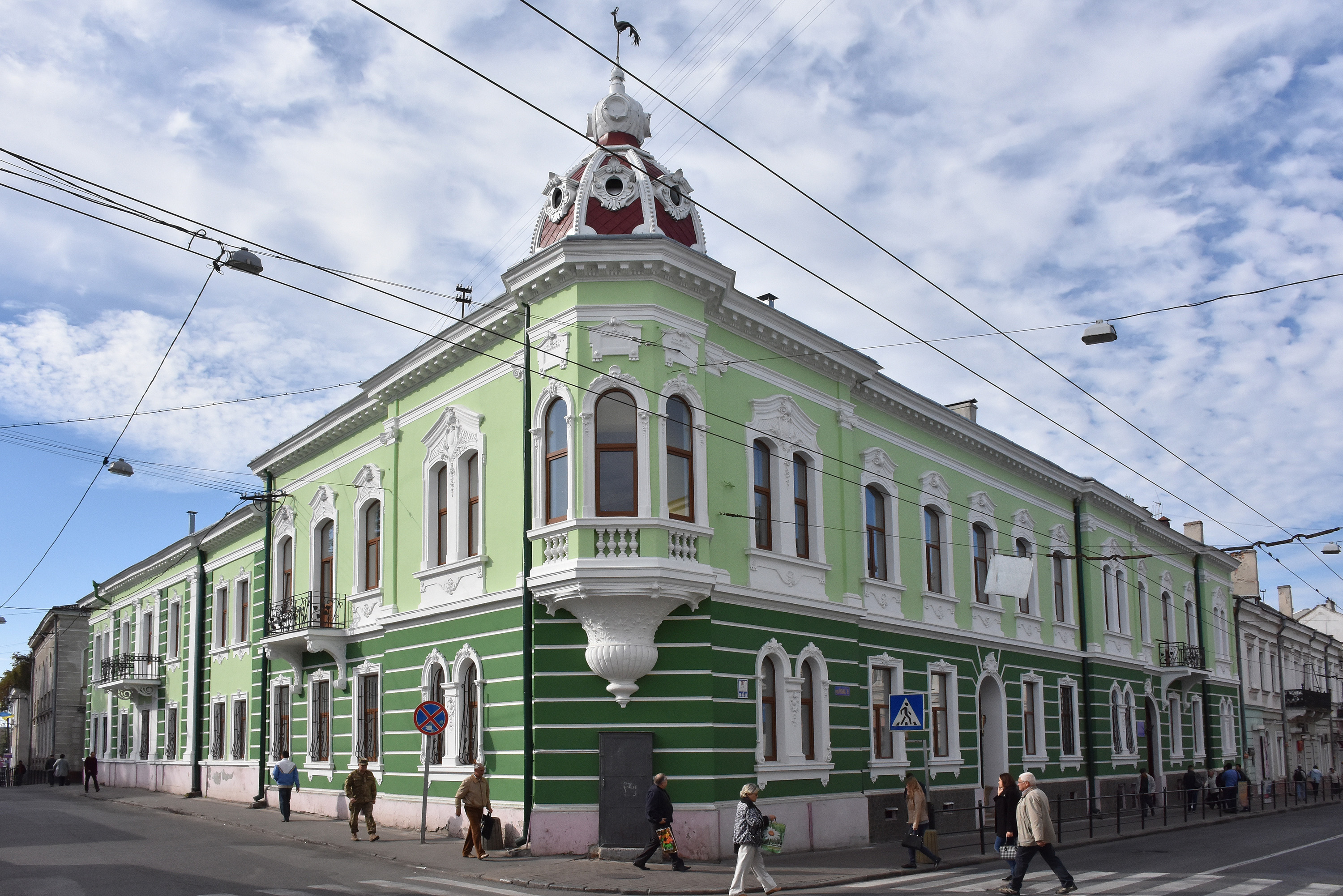
Ul. Ruska 36
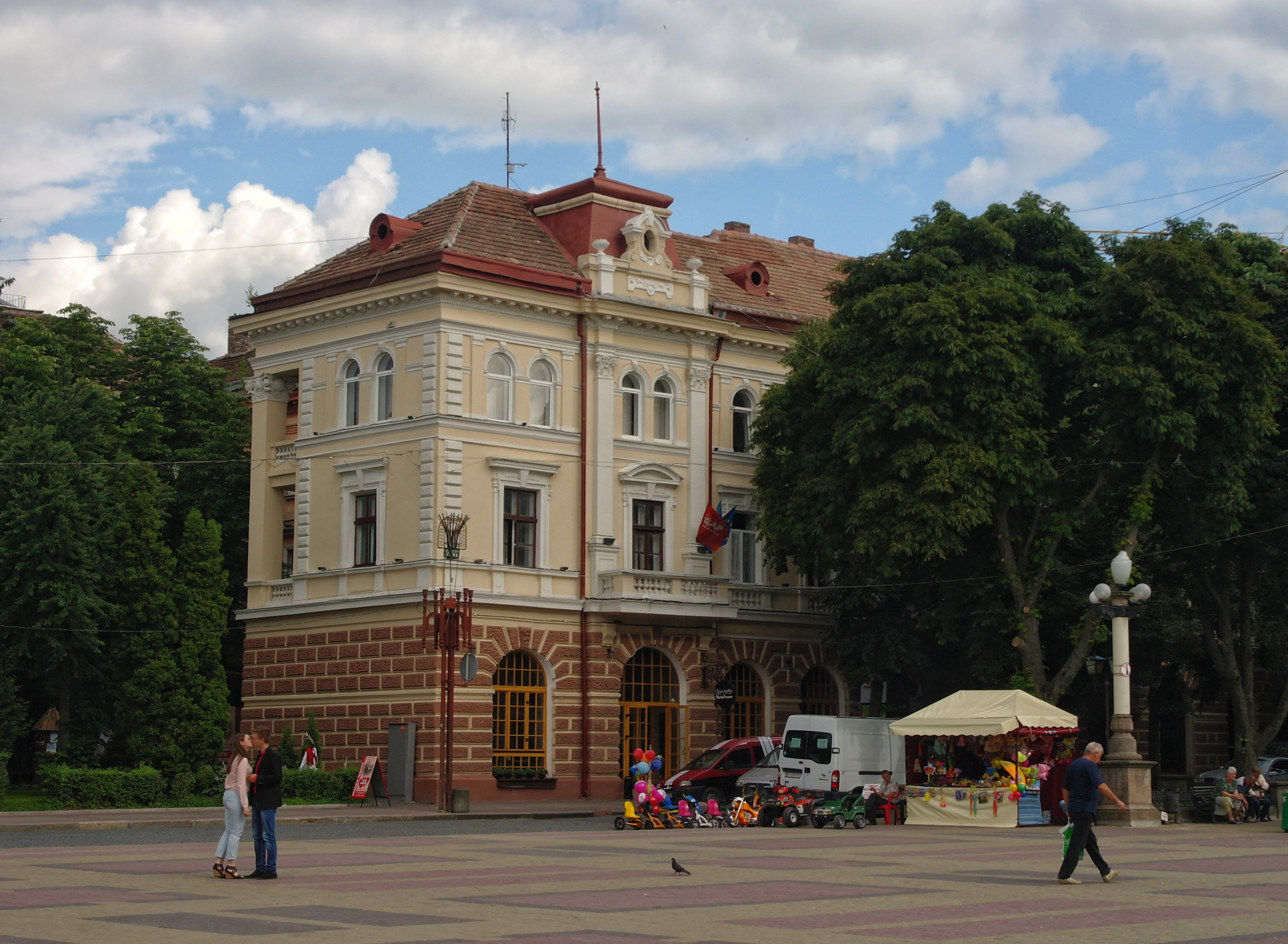
Hotel Podolski, ul. Szewczenki 23

## Demografia
- 1931 - z danych Drugiego Powszechnego Spisu Ludności w 1931 r. wynikało, że ludność miasta Tarnopola wynosiła 35 644 mieszkańców, w tym 14 611 osób wyznania rzymsko-katolickiego (40,9%), 6 848 osób wyznania grecko-katolickiego (19,2%), 13 999 osób wyznania mojżeszowego (39,2%)[40].
- 2019 - ze spisu ludności z 2019 roku wynika, że miasto Tarnopol liczy 222 491 mieszkańców[41].

## Transport

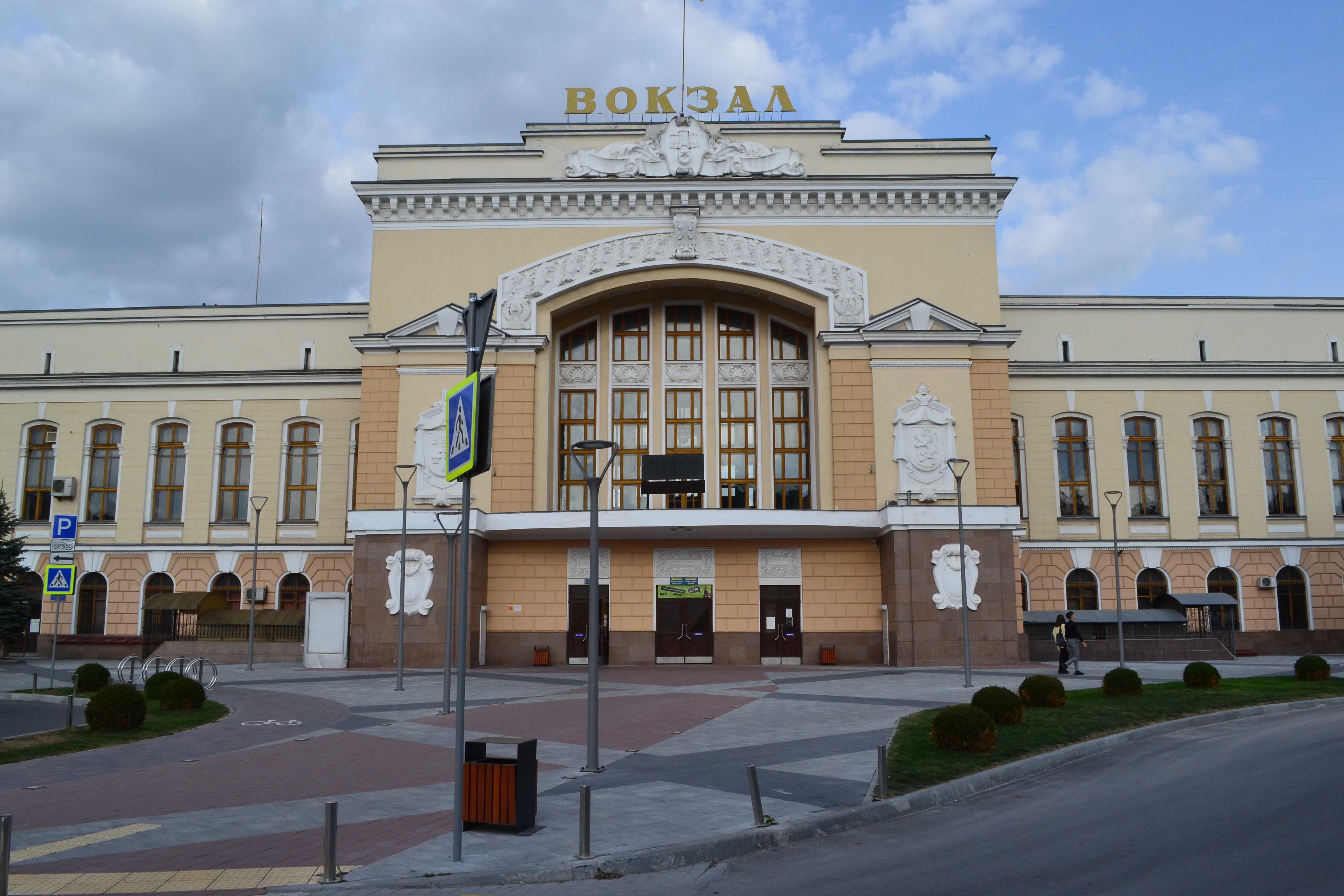
Dworzec kolejowy

### Drogowy
Tarnopol jest węzłem transportowym obwodu tarnopolskiego. Przez miasto przebiegają drogi międzynarodowe M12 (część trasy europejskiej E50) i M19 (część trasy europejskiej E85). W mieście zaczynają się drogi:
- krajowe – N02 (do Lwowa), N18 (do Iwano-Frankiwska)
- regionalne – R39 (do Brodów), R43 (do Łanowiec).

### Kolejowy
Stacja kolejowa pasażersko-towarowa Tarnopol podlega Tarnopolskiemu zarządowi transportu kolejowego Kolei Lwowskiej.

### Trolejbusowy
Uroczyste otwarcie odbyło się 25 grudnia 1975 roku. Trolejbusy w Tarnopolu uruchomiono 4 stycznia 1976 roku. Pierwszym miejskim trolejbusem była czeska Škoda 9Tr. Obecnie w mieście kursuje 9 linii trolejbusowych.

## Oświata i szkolnictwo wyższe

### Uczelnie
- Narodowy Uniwersytet Ekonomiczny w Tarnopolu
- Państwowy Uniwersytet Medyczny imienia Iwana Horbaczewskiego w Tarnopolu
- Tarnopolski Narodowy Uniwersytet Techniczny im. Iwana Puluja
- Narodowy Uniwersytet Pedagogiczny im. Wołodymyra Hnatiuka w Tarnopolu

### Szkoły zawodowe
- WPTU-4 im. M. Paraszczuka

## Kultura
- Biblioteki
- Obwodowy Akademicki Teatr im. Szewczenki w Tarnopolu
- Obwodowy Akademicki Teatr Lalki i Aktora w Tarnopolu
- Obwodowy Muzeum Sztuki w Tarnopolu
- Tarnopolskie Obwodowe Muzeum Krajoznawcze
- Pałac kultury „Berezil”
- Pałac Kino
- Ukraiński dom „Peremoha”

## Media
- Swoboda
- Wilne żyttia plus

## Sport
Od 1997 roku, we wrześniu, odbywa się tu corocznie lekkoatletyczny konkurs biegowy „Ternopilśka ozeriana”. Największą areną sportową w mieście jest piłkarsko-lekkoatletyczny Stadion Miejski w Tarnopolu. W czasach II RP w Tarnopolu siedzibę miały kluby piłkarskie takie jak Kresy Tarnopol i Legion Tarnopol.

## Osoby związane z Tarnopolem
- Kornel Filipowicz (1913–1990) – powieściopisarz, nowelista, scenarzysta, poeta.
- Mike Mazurki (1907–1990) – amerykański aktor i wrestler pochodzenia ukraińskiego.
- Emil Gładyszewski – ukraiński lekarz, poseł do Rady Państwa IX kadencji i X kadencji.
- Wołodymyr Czornobaj – ukraiński malarz.
- Marcin Preyzner – polski językoznawca.
- Antoni Reichenberg – polski ksiądz, jezuita, artysta.
- Zofia Voglowa (1864-1950) – polska działaczka narodowa i społeczna, radna Tarnopola

### Sprawiedliwi wśród Narodów Świata(ratujący Żydów w Tarnopolu)
Osoby na polskiej liście Sprawiedliwych
- Ludwik i Maria Czepielukowie oraz ich córka Katarzyna Czepieluk (po mężu Dawt) – ukrywali Irenę Panzer, dostarczyli jej fałszywe dokumenty[45]
- Maria Eckhardt – ukrywała Kalinę Kleinberg[46]
- Alfred Engel – jako kierownik administracyjny firmy budowlanej starał się zatrudniać Żydów nie informując przełożonych o ich tożsamości, w ten sposób pomógł m.in. Ignacemu i Janinie Misiewiczom[47][48]
- Irena Gut (po mężu Opdyke) – pomagała na różny sposób Żydom współpracując z Eduardem Rügemerem, ukrywała 12 osób[49][50]
- Jan i Anastazja Malinowscy[51]
- Józef i Olga Mikitowowie – ukrywali 11 osób z rodzin Aszkenazych, Speizerów i Lubanikierów[52]
- Adam i Rozalia Misiewiczowie oraz ich córka Janina Misiewicz (po mężu Zwolicka) – ukrywali 4-osobową rodzinę Bienów[53]
- Antoni i Genowefa Mouczkowie i ich syn Kazimierz[54]
- Józef Ostrowski[55]
- Kazimierz i Janina Regentowie oraz Józef Regent (brat Kazimierza) – ukrywali Romana i Malwinę Grossów[56]
- Franciszek Stech – pomagał sześciorgu Żydom, m.in. Rozalii Spiess[57][58]
- Władysław Zabilski – ukrywał 4-osobową rodzinę Nadlerów[59]
- Zofia Zadorożna (po mężu Pasternak) – ukrywała Augustę Reitman[60]
- Kazimierz i Julia Zięcikowie – na terenie kamieniołomu, którego byli właścicielami, ukrywali 13 Żydów (pomagali Salomonowi Hirschbergowi, N.N. Laubowi, Markusowi Horowitzowi, Róży Schapira z d. Bernstein, Izaakowi Ginsbergowi, H. Massowi, Jakubowi Voglowi, Malwinie Albertowej, Berlowi i Jakubowi Gehlerom, Sinajowi Lichtigfeldowi, Annie Lauferównie). W 2013 roku Instytut Jad Waszem podjął decyzję o przyznaniu Julii i Kazimierzowi Zięcikom tytułu Sprawiedliwych wśród Narodów Świata[61][62].

Osoby na ukraińskiej liście Sprawiedliwych
- Iwan Bojkowski i jego żona (imię nieznane)[63] – ukrywali Fancię Grunberg[64]
- Pełaheja Chomenkowa (z d. Paraszczuk)[63] – ukrywała w swoim domu siostry Chanę i Ester Federbusz, a gdy stało się to zbyt niebezpieczne, ukryła je u swojego brata Joachima Paraszczuka[65]
- Lubow Czołhan[66] – dostarczyła fałszywy dowód tożsamości Minie Schulster[67]
- Joachim i Chrystyna Paraszczukowie[63] – ukrywali Wila Hofrichtera, przejęli ukrywanie Chany i Ester Federbusz od siostry Joachima, Pełaheji Chomenkowej[68]
- Onufrij i Hanna Sajkowie oraz ich córka Iryna (po mężu Maksymowa)[63] – na terenie majątku, którego Onufrij był kierownikiem, ukrywali 13 Żydów[69]

Osoby na niemieckiej liście Sprawiedliwych
- Eduard Rügemer(inne języki) – major Wehrmachtu, który kierował zakładem naprawy pojazdów wojskowych w Tarnopolu, w którym przymusowo pracowało około 300 Żydów. Rügemer traktował Żydów dobrze, dopóki mógł chronił ich przed egzekucjami, a gdy w lipcu 1943 roku Niemcy likwidowali obóz pracy, umożliwił ucieczkę 10-12 Żydom. Kolejnych 13 osób ukrył w swoim mieszkaniu, w czym pomagała mu polska pokojówka Irena Gut-Opdyke. W 1944 roku, gdy Rügemer musiał opuścić Tarnopol, umożliwił części Żydów ukrycie się w lesie; ukrywanie pozostałych przejęła od niego Gut-Opdyke[70][50]

## Miasta partnerskie
- Chorzów, Polska
- Tarnów, Polska (do 2021)[71]
- Elbląg, Polska
- Suwałki, Polska[72]
- Nysa, Polska (w latach 2015–2021)[73]
- Yonkers, Stany Zjednoczone
- Sliwen, Bułgaria